# Юнаковський Вадим Семенович
Юнаковський Вадим Семенович — радянський російський кінознавець, сценарист. Доктор мистецтвознавства (1968).
Народився 5 червня 1898 р. Закінчив Державний технікум кінематографії (1927). 
Дебютував як сценарист у 1925 р. фільмом «Півні» (реж. Петро Малахов). 
Викладав у Всесоюзному державному інституті кінематографії (професор з 1971 р.). Один з учнів — відомий сценарист і драматург Олександр Володін.
В Україні за власним сценарієм поставив фільм «Млин на узліссі» (1928, Перша кінофабрика, Одеський державний кінотехнікум ВУФКУ); та навчально-експериментальний фільм «Вирвана сторінка» (1929, у співавт., Перша кінофабрика ВУФКУ).
Автор дослідження «Сценарна майстерність» (К., 1964). 
Був членом Спілки кінематографістів РРФСР.
Помер 28 лютого 1978 р. у Москві. 